# Drapeau de l'Idaho
Le drapeau de l'Idaho (en anglais : Flag of Idaho) est le drapeau officiel de l'État américain de l'Idaho. Il se compose du sceau de l'État sur un fond bleu foncé. En dessous, l'inscription « State of Idaho » apparaît en lettres capitale dorées sur une bande rouge. La description officielle du drapeau précise qu'il doit également être entouré d'une bordure dorée, frisée en ses bouts, mais beaucoup de versions ne présentent pas cette caractéristique.

## Historique
Le drapeau de l'Idaho se base sur celui porté par la Première Infanterie de l'Idaho au cours de la guerre hispano-américaine, en 1899. Il est adopté le 12 mars 1907 puis légèrement modifié en 1957.

## Description
Au centre du drapeau, le sceau représente une femme, allégorie de la justice, ainsi qu'un mineur, symbolisant la principale activité de l'Idaho à ses débuts. Les autres éléments (gerbe de blé, cornes d'abondance) représentent la prospérité de l'État.